# Demjén Attila
Demjén Attila (Dicsőszentmárton, 1926. április 10. – Budapest, 1973. szeptember 1.) Munkácsy Mihály-díjas festőművész.

## Élete
1946 és 1951 között tanult a budapesti Képzőművészeti Főiskolán. Mesterei: Berény Róbert és Bernáth Aurél voltak. Fiatal korában egy darabig Csornán élt. A házon ma emléktáblája van.
1951-től rendszeresen szerepelt kiállításokon. Festészetére a tájképfestészet a jellemző, de festett csendéleteket és portrékat is. Emellett szabadiskolában oktatott, tanítványa volt Baukó János festőművész is. A „Reggeliző munkáscsalád” képért 1952-ben a Munkácsy Mihály-díj II. fokozatát kapta. Történelmi témájú festménye az 1953-as, „Gábor Áron” című képe, melyet a Munkácsy Mihály-díj I. fokozatával díjaztak.
A Munkácsy Mihály Képzőművészeti Szakkör vezetője volt.
1961-ben elutazott Olaszországba, és több évig élt ott. Számos kiállítása volt ebben az időben, 1963-ban a „G. d'Arte Bars”-ban, Rómában, majd a „G. d'Arte Palazzo Vecchio”-ban, Firenzében állított ki. Ebben az időszakban tájképeket festett, valamint portrémegrendeléseknek tett eleget.
1965-ben hazatért, első kiállítása hazatérte után nem sokkal, 1966-ban a Csók Galériában, Budapesten volt.
Többnyire hazai tájakról és emberekről készített festményeket, ekkor festette meg Duray Tibor, Szentiványi Lajos, Kodály Zoltán portréját is.
Több időszaki kiállítás után Svédországba utazott, 1968-ban és 1970-ben Stockholmban volt kiállítása, de művei tárlatokon is szerepelt Párizsban is és az NSZK-ban is.
1972-ben gyűjteményes kiállítása volt Budapesten a Mednyánszky Teremben. 1977-ben a Magyar Nemzeti Galéria Budapesten emlékkiállítást rendezett képeiből.